# Seseli tauricum
Seseli tauricum är en flockblommig växtart som beskrevs av Heinrich Friedrich Link och Spreng.. Seseli tauricum ingår i släktet säfferötter, och familjen flockblommiga växter. Inga underarter finns listade i Catalogue of Life.